# Loch Arkaig
Loch Arkaig är en sjö i Storbritannien.   Den ligger i kommunen Highland och riksdelen Skottland, i den nordvästra delen av landet, 700 km nordväst om huvudstaden London. Loch Arkaig ligger 42 meter över havet. Arean är 16,0 kvadratkilometer. Trakten runt Loch Arkaig består i huvudsak av gräsmarker. Den sträcker sig 3,4 kilometer i nord-sydlig riktning, och 18,2 kilometer i öst-västlig riktning.